# Comprimento de Monin-Obukhov
O comprimento de Obukhov é utilizado para descrever os efeitos da flutuabilidade nos escoamentos turbulentos, particularmente nas primeiras dezenas de metros da Camada limite atmosférica logo acima da superfície.  A primeira definição remonta a Alexander Obukhov em 1946. Também é conhecido como comprimento de mistura de Monin–Obukhov, devido a seu papel importante na teoria da similaridade desenvolvida conjuntamente por Monin e Obukhov.
O comprimento de Obukhov é definido como
{\displaystyle L=-{\frac {u_{*}^{3}{\bar {\theta }}_{v}}{kg({\overline {w^{'}\theta _{v}^{'}}})_{s}}}\ }
onde {\displaystyle u_{*}} é a velocidade de fricção, {\displaystyle {\bar {\theta }}_{v}} é a temperatura potencial virtual média, {\displaystyle ({\overline {w^{'}\theta _{v}^{'}}})_{s}} é o fluxo superficial da temperatura potencial virtual, k é a constante de Von Kármán. O fluxo de temperatura potencial virtual é dado por
{\displaystyle {\overline {w^{'}\theta _{v}^{'}}}={\overline {w^{'}\theta ^{'}}}+0.61{\overline {T}}\;{\overline {w^{'}q^{'}}}}
onde {\displaystyle \theta } é a temperatura potencial, {\displaystyle {\overline {T}}} é a temperatura absoluta e {\displaystyle q} é a umidade específica.
Por esta definição, {\displaystyle L} normalmente é negativo durante o dia uma vez que {\displaystyle {\overline {w^{'}\theta _{v}^{'}}}} é tipicamente positivo durante esse período sobre a superfície terrestre; positivo à noite quando {\displaystyle {\overline {w^{'}\theta _{v}^{'}}}} é tipicamente negativo; e se torna infinito ao amanhecer e anoitecer quando {\displaystyle {\overline {w^{'}\theta _{v}^{'}}}} se torna nulo.
Uma interpretação física de {\displaystyle L} é dada pela teoria de similaridade de Monin–Obukhov. Durante o dia, {\displaystyle -L} é a altura na qual a produção flutuante de energia cinética turbulenta (ECT ou TKE) é igual àquela produzida pela ação cisalhante do vento (ou seja, igual à produção cisalhante de ECT).

## References
1. ↑  Jacobson, Mark Z. (2005). Fundamentals of Atmospheric Modeling 2 ed. [S.l.]: Cambridge University Press
2. ↑  Obukhov, A.M. (1946). «Turbulence in an atmosphere with a non- uniform temperature.». Tr. Inst. Teor. Geofiz. Akad. Nauk. SSSR. 1: 95–115
3. ↑  Obukhov, A.M. (1971). «Turbulence in an atmosphere with a non-uniform temperature (English Translation)». Boundary-Layer Meteorology. 2: 7–29. Bibcode:1971BoLMe...2....7O. doi:10.1007/BF00718085
4. ↑  Monin, A.S.; Obukhov, A.M. (1954). «Basic laws of turbulent mixing in the surface layer of the atmosphere.». Tr. Akad. Nauk SSSR Geofiz. Inst. 24: 163–187